# Matej Sarajlić
Matej Sarajlić (* 1. Juni 1995 in Žepče, Bosnien und Herzegowina) ist ein kroatischer Handballspieler, welcher seit August 2024 beim TV Jahn Duderstadt unter Vertrag steht.

## Karriere
Sarajlić begann 2008 in seiner Heimatstadt Žepče Handball zu spielen. Später lief der Linkshänder für HŠK Zrinjski Mostar auf, ehe er 2017/18 zu SPR Stal Mielec nach Polen wechselte. Für die Saison 2019/20 wurde der Rückraumspieler vom HC Linz AG für die spusu Liga verpflichtet. 2020/21 wechselte Sarajlić zum TV Möhlin. Nach der Saison wurde sein Vertrag nicht verlängert. Im September 2022 wurde Sarajlić von RK Krško verpflichtet. Zur Saison 2023/24 wechselte er nach Deutschland zum Oberligisten ESV Lokomotive Pirna. Im August 2024 wurde er vom TV Jahn Duderstadt unter Vertrag genommen und spielt seitdem in der fünftklassigen Oberliga Süd. Ab der Saison 2025/26 läuft er beim Ligakonkurrenten HSG Plesse-Hardenberg auf.